# Hadennia hypenalis
Hadennia hypenalis là một loài bướm đêm trong họ Noctuidae.